# 埃塞俄比亚国防军
衣索比亞國防軍是衣索比亞的军队。目前，埃军的领袖是斯拉吉·菲尔格斯(Siraj Fegessa)。由于2000年的衣索比亞-厄利垂亞戰爭之厄立特里亚的一方的影响，埃塞俄比亚的领土大小受到了波动，遂2002年兵力为400000人。这个数字是1991年德尔格政权灭亡时的数据。然而，这个数据还比真实数据少，2007年1月索马里战争时，埃军宣称有30萬的军队。
衣索比亞國防軍由陸軍和空軍組成。因其为一个内陆国家，衣索比亞没有海军。但在1950年，埃塞俄比亚在红海占领了一道海岸线，遂1955年组建了埃塞俄比亚海军。直到1991年，厄立特里亚独立分离埃塞俄比亚内陆时，此军队才解散。埃塞俄比亚今日拥有几个维修武器的工业防御组织，它们大多数都是在德尔格政权下为建立军工混成集团制定计划的制造业机构。

## 军队历史

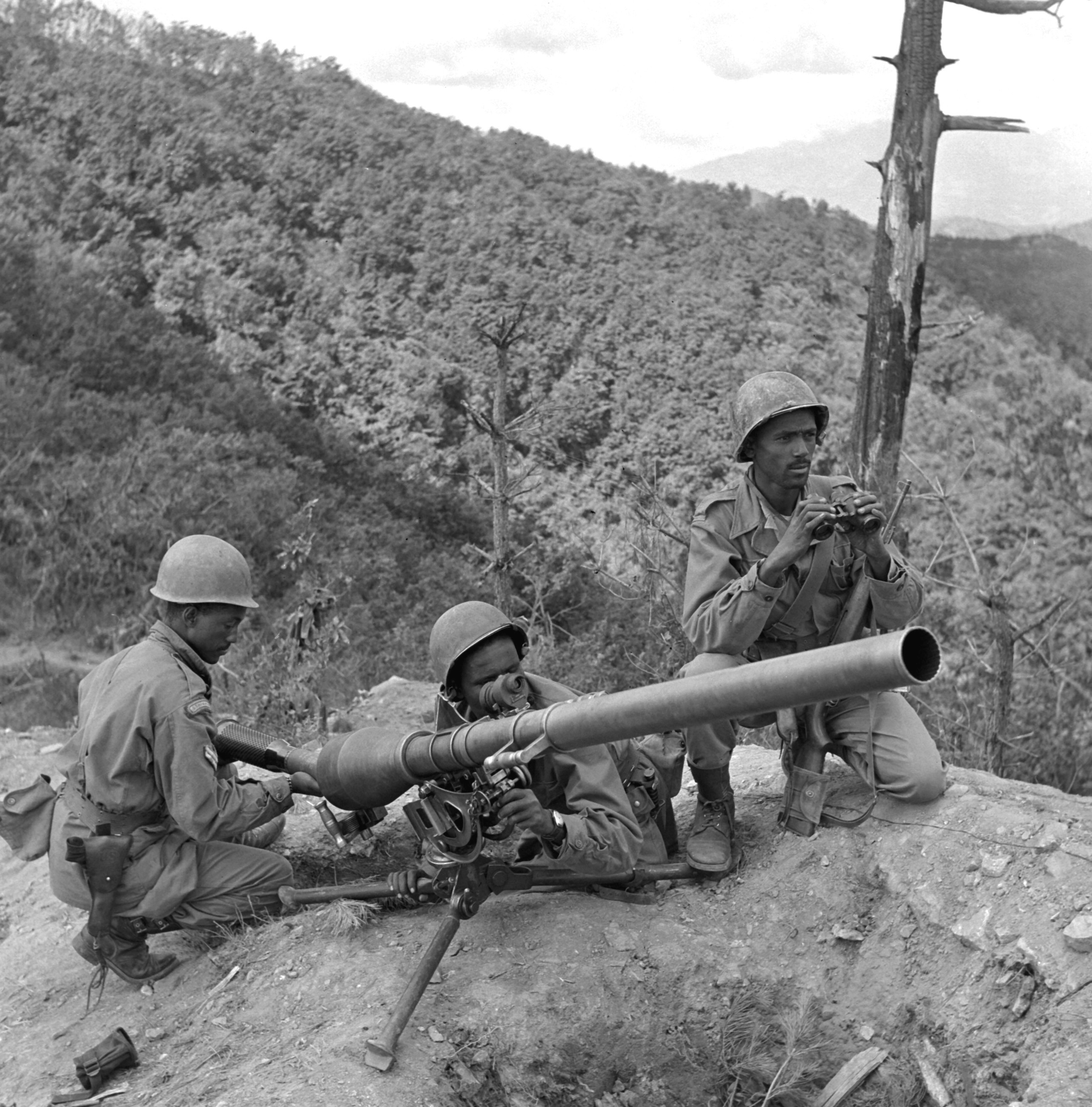
埃塞俄比亚国防军在1951朝鲜战争

埃塞俄比亚的军队有着悠久的传统和历史。埃塞俄比亚的地理位置在中东和非洲之间，政治文化也介于东、西方文化之间，遂它的军队被外国的侵略考验着。自西班牙到欧洲在阿杜瓦的侵略和21世纪反恐战争的局势，埃塞俄比亚在它的历史上经历了几次外国军队的侵略。1579年，土耳其人试图从马萨瓦扩张领土，被击退。埃塞俄比亚皇帝约翰纳斯四世也在1868年的古拉角击退了埃及人。欧洲人认为“埃塞俄比亚也许正在为古拉和阿杜瓦‘优越组合’而受难”， 然而，埃塞俄比亚面对过很多次来自不同方向的进攻。
埃塞俄比亚的现代军队的历史应该从在欧洲各国於非洲扩张殖民地期间（瓜分非洲）——埃塞俄比亚于阿杜瓦战役打败意大利王国的时候保卫自己的领土时算起。

## 近代史

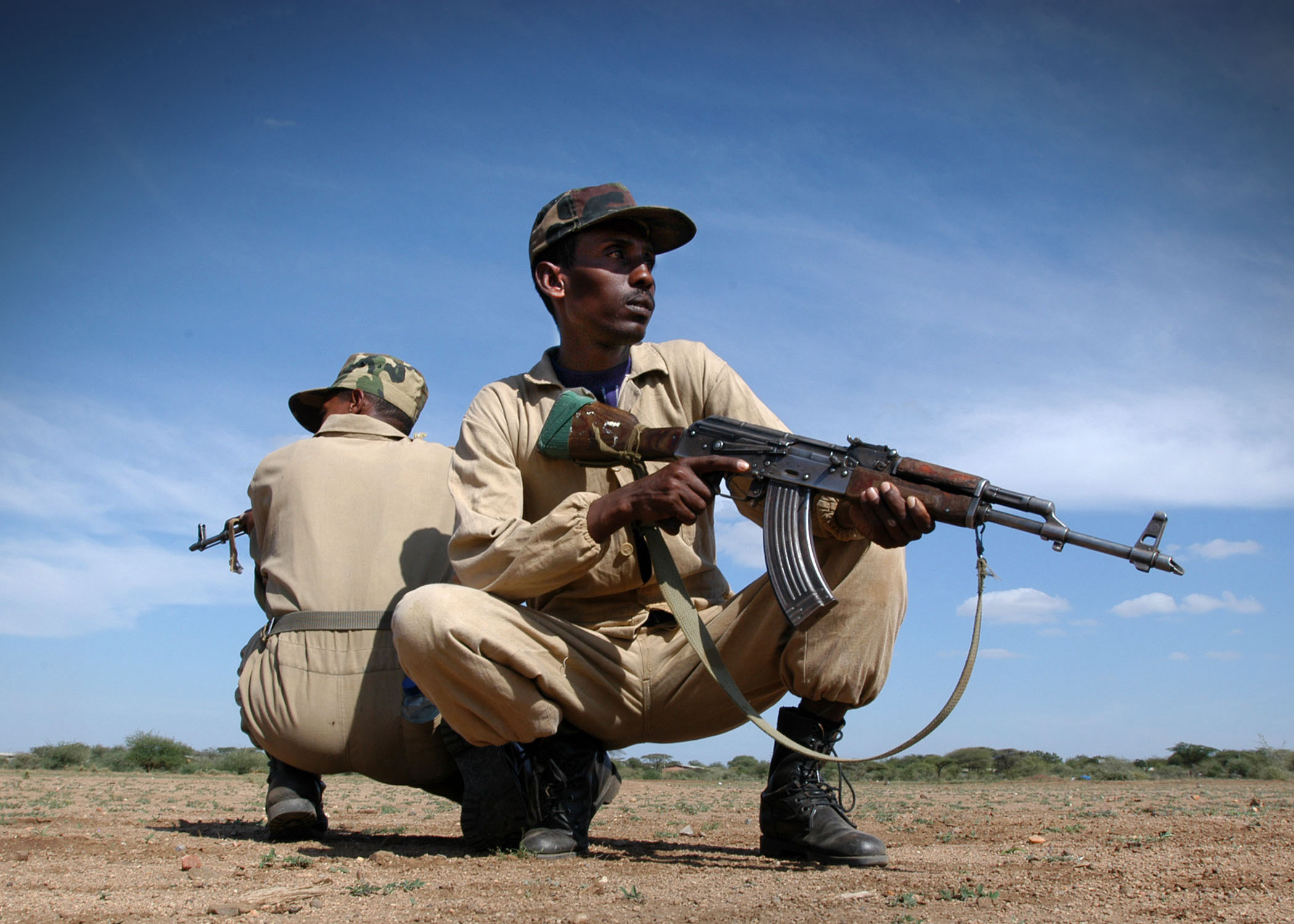
埃塞俄比亚陸軍兵

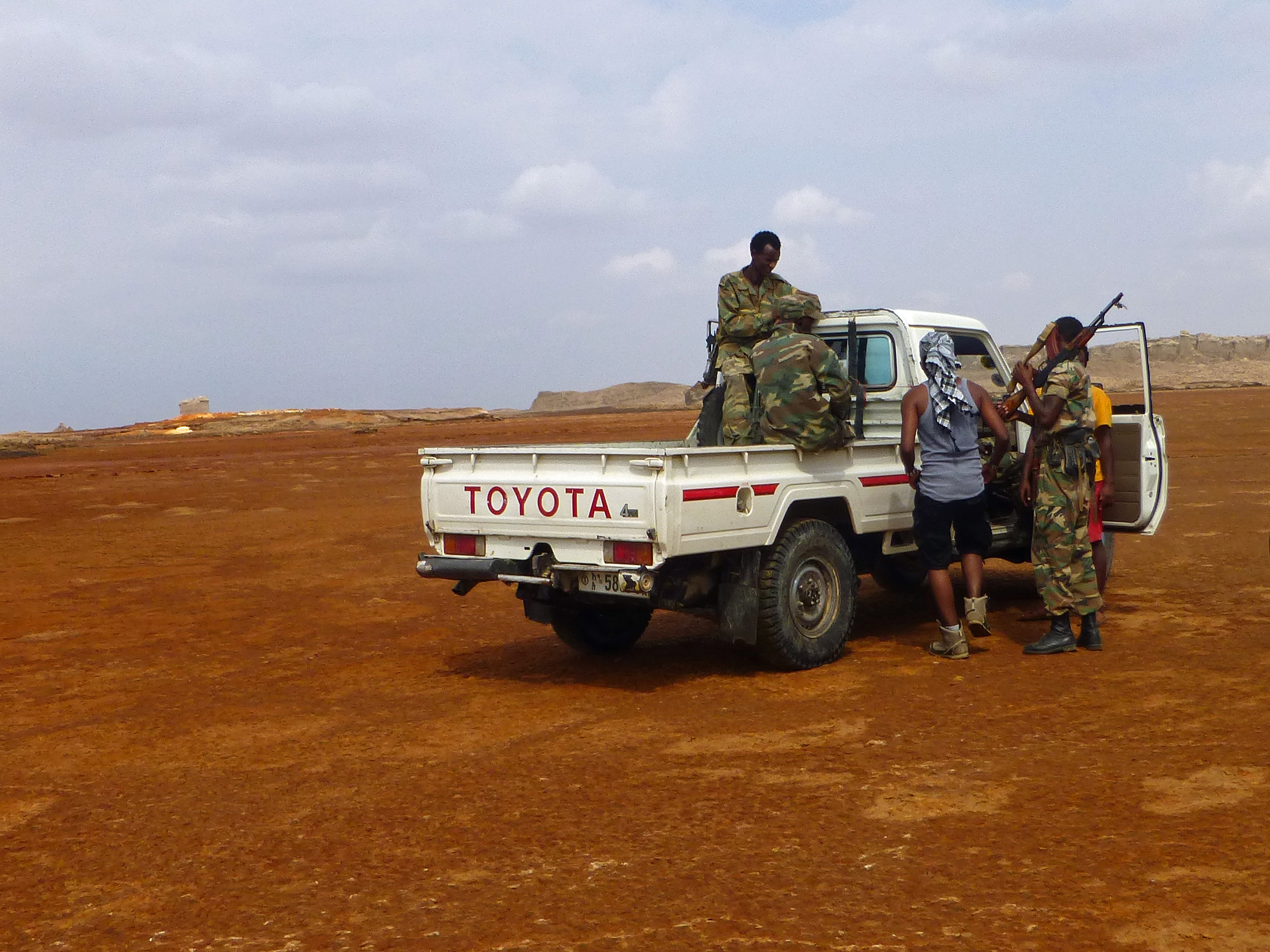
邊防步槍隊

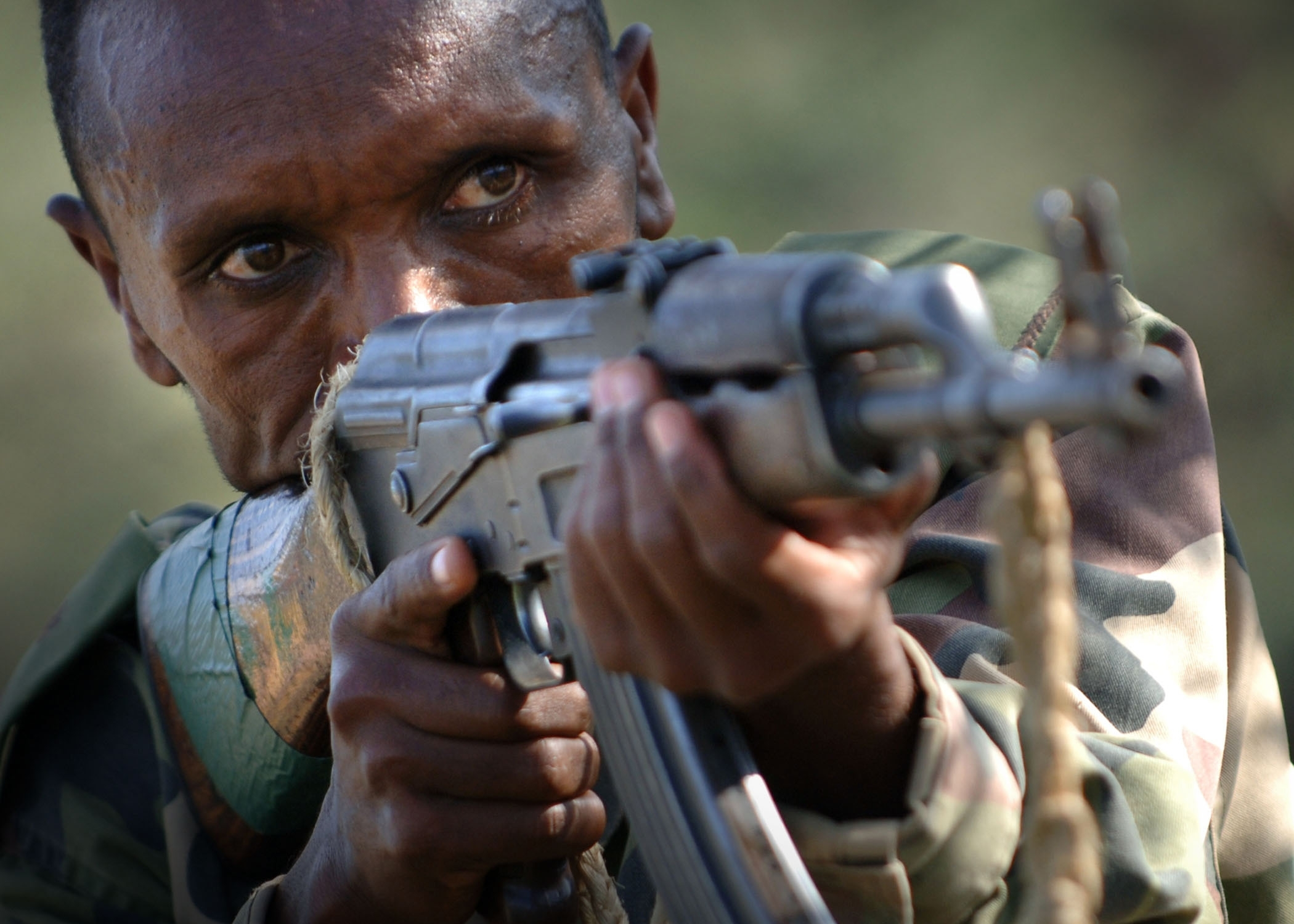
衣索比亞國防軍士兵，摄于2006年。

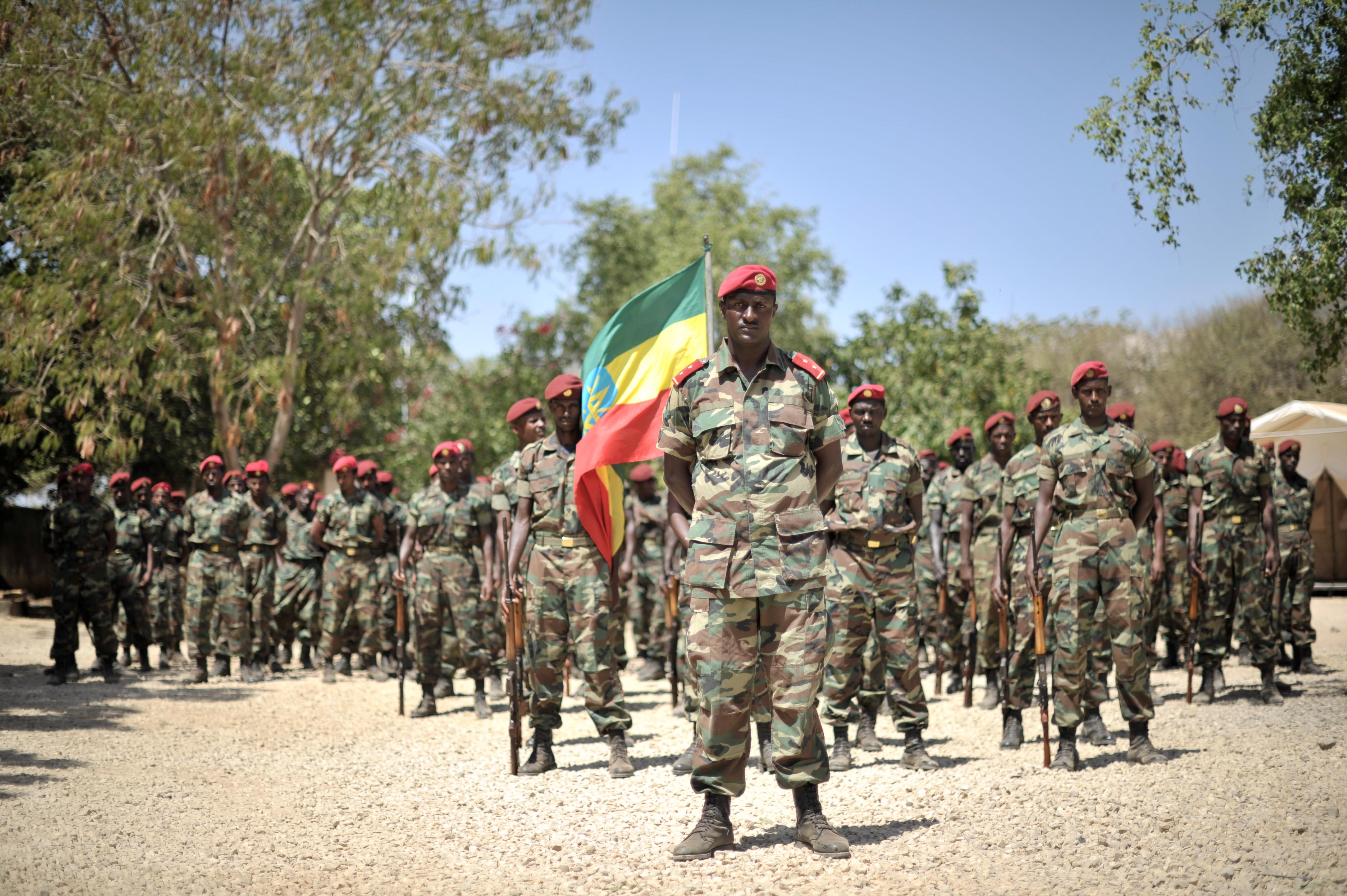
2014年參與非洲聯盟軍

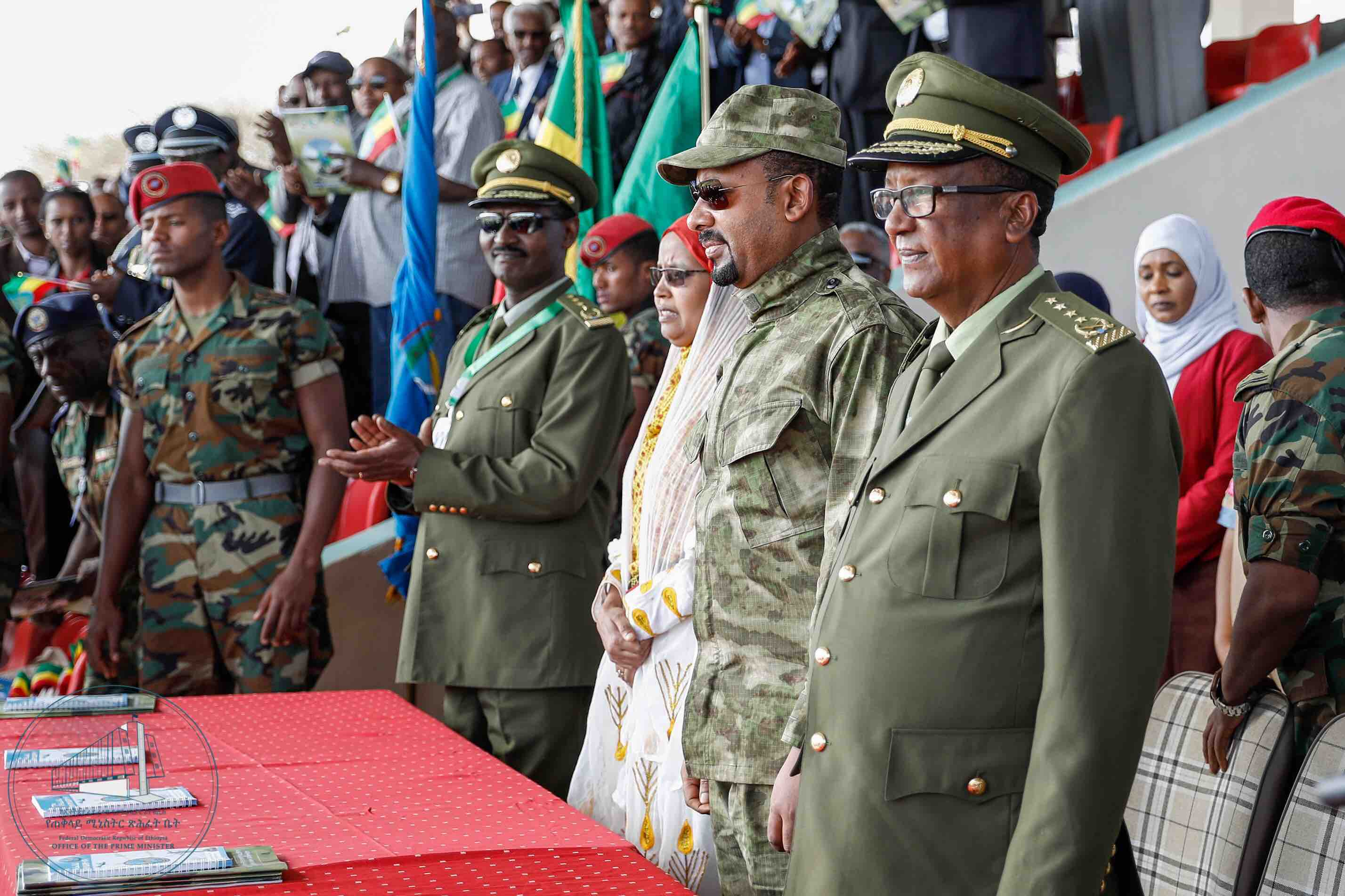
2019年，埃塞俄比亚国防军阅兵式上观礼台的将领

### 阿杜瓦戰役
阿杜瓦戰役（The Battle of Adowa）是埃塞俄比亚国防军最有名的自衛戰役，這場戰役確認了埃塞俄比亚為一個獨立國家。
1896年3月1日，靠近義大利王國邊境的阿杜瓦發生了這場作為第一次義大利對埃塞俄比亚戰役的決戰。
在大多數的埃塞俄比亚貴族的幫助下埃塞俄比亚国防军成功的打擊了義大利軍隊，也對抗了當時的種族歧視。學者佐德（Bahru Zewde)
如此評論:"這是一場黑人超越白人的勝利"
埃塞俄比亚国防军為了能夠執行伊索比亞王孟尼利克二世作戰總部的戰略，須先克服了分封體系以及其他客觀狀況。
首先在武器的運輸上，須預防從俄羅斯送到伊索比亞的大量柏丹步槍運輸線遭到義大利軍和英國殖民當局的破壞。此外，礙於伊索比亞內部的分封制度，整個部隊幾乎僅存農民兵。為了克服這點孟尼利克二世以近距接觸戰去面對義大利軍隊，來減少對手的火力上的優勢影響。在接下來的戰鬥中孟尼利克二世聲勢漸長的軍隊襲擊了義大利軍。

### 韓戰
二戰後美國加大對伊索比亞援助和內政設計、媒體控制，把衣國變成其在非洲的代理人，與衣國簽訂了10多個軍事和經濟協定，援助占當時美國對整個非洲軍援的一半。
1950年衣國國內輿論求戰呼聲日高，衣國大部分軍方人士認為遠在東方的朝鮮民主主義人民共和國即使有蘇聯和中國的支持，也不足以抵禦美國第八集團軍領頭的聯合國軍，很可能不等衣國軍進抵戰場當年韓戰就已經結束回家過聖誕節。海爾·塞拉西皇帝宣布派遣衣索比亞軍一個步兵營「卡格紐營」參加朝鮮戰爭。由於路途遙遠加上其他問題的耽擱，卡格紐營的1153人於1951年7月才抵達朝鮮半島，編入美軍步兵第7師序列，此後一年多時間裡他們一直沒有參加戰鬥。1952年10月31日，聯合國軍指派衣索比亞營向上甘嶺發起攻擊，在朝鮮戰場待戰一年多的衣索比亞軍終於等到參戰機會。衣索比亞營在戰爭中陣亡121人，負傷536人，共計657人。最終戰役沒有成功，直至1965年才撤離朝鮮半島。

### 內戰
1962年衣索比亞政府將厄利垂亞改為一州，激起厄利垂亞人反抗。厄利垂亞人組織「厄利垂亞解放陣線」，展開長達30年的獨立戰爭。
1974年發生軍事政變，皇帝被廢黜，不久后「社會主義衣索比亞临时军政府」建立。1978年社會主義衣索比亞临时军政府投向蘇聯，獲得大量蘇援。1987年，临时军政府主席海尔·马里亚姆·门格斯图宣布废除临时军政府，并成立埃塞俄比亚人民民主共和国。衣索比亞在1980年代再次成為世界的焦點。1991年5月，門格斯圖的政府被由親阿爾巴尼亞的霍查派掌握的埃塞俄比亚人民革命民主阵线（埃革陣）武裝推翻。1993年，在2年过渡期滿后，厄利垂亞經全民公決，脫離衣索比亞獨立。1998年5月至2000年6月爆發衣索比亞-厄利垂亞戰爭。

## 武器
衣索比亞國防軍武器目前以俄羅斯和中國進口為主。
| 名稱        | 類型         | 原产国            | 备注                 |
| ----------- | ------------ | ----------------- | -------------------- |
| PM          | 半自動手槍   | 苏联              | [ 7 ]                |
| M1911A1     | 半自動手槍   | 美国              | [ 7 ] [ 8 ]          |
| 貝瑞塔M1938 | 衝鋒槍       | 義大利            | [ 7 ]                |
| 烏茲        | 衝鋒槍       | 以色列            | [ 7 ]                |
| AK-103      | 突擊步槍     | 俄羅斯 · 衣索比亞 | [ 8 ]                |
| AK及衍生型  | 突擊步槍     | 苏联 · 衣索比亞   | [ 7 ] [ 8 ]          |
| M16A2       | 突擊步槍     | 美国 · 衣索比亞   | 使用於聯合國維和行動 |
| AKM         | 突擊步槍     | 苏联              | 100,000+             |
| 貝瑞塔BM59  | 戰鬥步槍     | 義大利            | [ 7 ]                |
| HK G3       | 戰鬥步槍     | 西德              | [ 9 ]                |
| Vz. 58      | 突擊步槍     | 捷克斯洛伐克      | [ 7 ]                |
| DP-27       | 輕機槍       | 苏联              | [ 7 ]                |
| RPD         | 輕機槍       | 苏联              | [ 7 ]                |
| RPK         | 輕機槍       | 苏联              | [ 7 ]                |
| DShK        | 重機槍       | 苏联              | [ 7 ]                |
| PSL         | 精確射手步槍 | 羅馬尼亞          | [ 10 ]               |

## 陸軍

### 裝甲部隊
| 名称            | 类别       | 原产国       | 备注                                                                           |
| --------------- | ---------- | ------------ | ------------------------------------------------------------------------------ |
| T-72            | 主戰坦克   | 苏联\ 乌克兰 | 从也门购买了50辆，另从乌克兰购买了171辆T-71UA1型                               |
| T-62、T-54/55   | 主戰坦克   | 苏联         |                                                                                |
| BTS-5B          | 裝甲抢救車 | 乌克兰       | 4 Ex-Ukrainian; BTS-5B版；可能在交付前进行现代化改造                           |
| BMP-1           | 步兵戰車   | 苏联         | 80辆收到。这些车辆于1977年从苏联订购，并于1977年至1978年间交付。目前情况未知。 |
| YW-534/ Type-89 | 装甲运兵车 | 中国         | 2013年交付10台                                                                 |
| WZ-523/ Type-05 | 步兵戰車   | 中国         | 2013年交付10台                                                                 |

主力坦克為300多輛T-72和200多輛舊型T-55，另有約100輛BMP-1運兵車，2013年後向中國進口數十輛ZSL-93装甲输送车。
砲兵主力是中國製WA-021式155mm榴彈砲、63式107毫米火箭炮另有俄國製BM-21火箭、D-30小型火炮數百門。
防空飛彈由中國進口紅旗HQ-64飛彈，單配俄製ZSU-23-4防空炮、SA-3B短程飛彈。

## 空軍

### 主戰機
空軍規模微小，由10架MiG-23和14架Su-27組成，搭配輕攻擊機L-39信天翁7架，直升機Mi-24約20架。
| 飞机           | 起源地 | 类型       | 变体     | 在役   | 备注   |        |
| 戰鬥機         | 戰鬥機 | 戰鬥機     | 戰鬥機   | 戰鬥機 | 戰鬥機 | 戰鬥機 |
| -------------- | ------ | ---------- | -------- | ------ | ------ | ------ |
| MiG-23         | 苏联   | 戰鬥機     |          | 15     |        |        |
| Su-27          | 俄羅斯 | 多用途戰機 |          | 18     |        |        |
| 軍用運輸機     |        |            |          |        |        |        |
| 波音757        | 美国   | 行政专机   |          | 2      |        |        |
| 安托諾夫 An-12 | 乌克兰 | 運輸機     |          | 5      |        |        |
| 安托諾夫 An-32 | 乌克兰 | 運輸機     |          | 2      |        |        |
| C-130 大力神   | 美国   | 運輸機     | C-130B/E | 2      |        |        |
| 直升機         |        |            |          |        |        |        |
| Mil Mi-8       | 俄羅斯 | 通用直升機 | Mi-8/17  | 24     |        |        |
| Mil Mi-24      | 俄羅斯 | 攻擊直升機 | Mi-24/35 | 28     |        |        |
| Alouette III   | 法國   | liaison    |          | 3      |        |        |
| 教练机         |        |            |          |        |        |        |
| Aero L-39      | 捷克   | 喷气教练机 | L-39C    | 24     |        |        |
| SF.260教练机   | 義大利 | 教练机     |          | 4      |        |        |